# سالی واکر
«سالی واکر» (به انگلیسی: Sally Walker) ترانه‌ای رپر استرالیایی ایگی آزیلیا می‌باشد که در ۱۵ مارس سال ۲۰۱۹ به‌عنوان تک‌آهنگ اصلی دومین آلبوم استودیویی وی تحت عنوان در دفاع از خودم (۲۰۱۹) از سوی بد دریمز رکوردز و امپایر دیستربشن منتشر گردید.